# Copa Mercosul de 2000
A Copa Mercosul de 2000 foi a 3ª edição da Copa Mercosul, competição de futebol realizada pela Confederação Sul-Americana de Futebol (CONMEBOL).‎‎‎‎‎‎‎‎
O Club de Regatas Vasco da Gama sagrou-se campeão ao derrotar a Sociedade Esportiva Palmeiras na final, após vitória de 2–0 no jogo de ida em São Januário, no Rio de Janeiro; derrota por 1–0 no jogo de volta no Parque Antarctica, em São Paulo; e vitória de virada por 4–3 em partida extra realizada no mesmo estádio.
O terceiro e decisivo jogo da final, Palmeiras 3–4 Vasco da Gama, ficou conhecido como A  Virada do Século, sendo considerado uma das maiores viradas do futebol mundial e eleito a maior partida entre clubes brasileiros na história.‎‎‎‎‎‎‎‎

## Participantes
| País                           | Equipe               |
| ------------------------------ | -------------------- |
| Argentina · (6 representantes) | Boca Juniors         |
| Argentina · (6 representantes) | Independiente        |
| Argentina · (6 representantes) | River Plate          |
| Argentina · (6 representantes) | Rosário Central      |
| Argentina · (6 representantes) | San Lorenzo          |
| Argentina · (6 representantes) | Vélez Sarsfield      |
| Brasil · (7 representantes)    | Atlético Mineiro     |
| Brasil · (7 representantes)    | Corinthians          |
| Brasil · (7 representantes)    | Cruzeiro             |
| Brasil · (7 representantes)    | Flamengo             |
| Brasil · (7 representantes)    | Palmeiras            |
| Brasil · (7 representantes)    | São Paulo            |
| Brasil · (7 representantes)    | Vasco da Gama        |
| Chile · (3 representantes)     | Colo-Colo            |
| Chile · (3 representantes)     | Universidad Católica |
| Chile · (3 representantes)     | Universidad de Chile |
| Paraguai · (2 representantes)  | Cerro Porteño        |
| Paraguai · (2 representantes)  | Olimpia              |
| Uruguai · (2 representantes)   | Nacional             |
| Uruguai · (2 representantes)   | Peñarol              |

## Fórmula de disputa
Os vinte clubes foram divididos em cinco grupos. Na primeira fase os clube se enfrentavam dentro dos seus grupos com jogos de ida e volta. Os primeiros colocados, juntamente com os três melhores segundos colocados de cada grupo passavam à próxima fase. As quartas-de-final e as semifinais eram jogados em ida-e-volta e quem somasse mais gols passava. A final tinha a particularidade de ter um jogo desempate caso cada um ganhasse um jogo, independentemente do somatório de gols.

## Transmissão
Em termos de transmissão, a Bandeirantes exibiu pela segunda vez o torneio, tendo como novidade a entrada da Globo nas transmissões da Copa Mercosul. Na TV Fechada, a PSN, que tinha estreado naquele ano, transmitiu o torneio com exclusividade.‎‎‎‎‎‎‎‎‎‎‎‎‎‎‎‎

## Fase de grupos

### Grupo A
| Pos | Equipe               | Pts | J | V | E | D | GP | GC | SG  | Classificado     |     | RIV | FLA | VEL | UC  |
| --- | -------------------- | --- | - | - | - | - | -- | -- | --- | ---------------- | --- | --- | --- | --- | --- |
| 1   | River Plate          | 14  | 6 | 4 | 2 | 0 | 10 | 5  | +5  | Quartas de final |     | —   | 0–0 | 2–1 | 2–0 |
| 2   | Flamengo             | 11  | 6 | 3 | 2 | 1 | 10 | 3  | +7  | Quartas de final |     | 1–2 | —   | 2–0 | 2–0 |
| 3   | Vélez Sársfield      | 6   | 6 | 1 | 3 | 2 | 7  | 8  | −1  |                  |     | 1–1 | 1–1 | —   | 3–1 |
| 4   | Universidad de Chile | 1   | 6 | 0 | 1 | 5 | 4  | 15 | −11 |                  | 2–3 | 0–4 | 1–1 | —   |     |

| Todas as partidas‎‎‎‎‎‎‎‎ do Grupo ‎‎A[carece de fontes?]ㅤ |
| - 01 de Agosto: River Plate 2 - 1 Vélez Sársfield - 22 de Agosto: Flamengo 1 - 2 River Plate - 29 de Agosto: Vélez Sársfield 3 - 1 Universidad de Chile - 06 de Setembro: Universidad de Chile 0 - 4 Flamengo - 12 de Setembro: Universidad de Chile 2 - 3 River Plate - 12 de Setembro: Vélez Sársfield 1 - 1 Flamengo - 19 de Setembro: Flamengo 2 - 0 Universidad de Chile - 20 de Setembro: Vélez Sársfield 1 - 1 River Plate - 26 de Setembro: Universidad de Chile 1 - 1 Vélez Sársfield - 26 de Setembro: River Plate 0 - 0 Flamengo - 24 de Outubro: River Plate 2 - 0 Universidad de Chile - 24 de Outubro: Flamengo 2 - 0 Vélez Sársfield |

### Grupo B
| Pos | Equipe               | Pts | J | V | E | D | GP | GC | SG  | Classificado     |     | CRU | PAL | IND | CAT |
| --- | -------------------- | --- | - | - | - | - | -- | -- | --- | ---------------- | --- | --- | --- | --- | --- |
| 1   | Cruzeiro             | 13  | 6 | 4 | 1 | 1 | 12 | 4  | +8  | Quartas de final |     | —   | 0–0 | 3–0 | 4–0 |
| 2   | Palmeiras            | 11  | 6 | 3 | 2 | 1 | 8  | 5  | +3  | Quartas de final |     | 0–2 | —   | 2–0 | 1–1 |
| 3   | Independiente        | 7   | 6 | 2 | 1 | 3 | 9  | 10 | −1  |                  |     | 2–0 | 1–2 | —   | 3–0 |
| 4   | Universidad Católica | 2   | 6 | 0 | 2 | 4 | 7  | 17 | −10 |                  | 2–3 | 1–3 | 3–3 | —   |     |

| Todas as partidas‎‎‎‎‎‎‎‎ do Grupo ‎‎B[carece de fontes?]‎‎‎‎‎‎‎‎‎‎‎‎‎ㅤ‎‎‎‎‎‎‎‎ㅤ |
| - 08 de Agosto: Cruzeiro 3 - 0 Independiente - 22 de Agosto: Palmeiras 1 - 1 Universidad Católica - 29 de Agosto: Universidad Católica 2 - 3 Cruzeiro - 30 de Agosto:‎‎‎‎‎‎‎‎ Independiente 1 - 2 Palmeiras - 07 de Setembro: Palmeiras 0 - 2 Cruzeiro - 14 de Setembro: Independiente 3 - 0 Universidad Católica - 19 de Setembro: Independiente 2 - 0 Cruzeiro - 20 de Setembro: Universidad Católica 1 - 3 Palmeiras - 27 de Setembro: Palmeiras 2 - 0 Independiente - 28 de Setembro: Cruzeiro 4 - 0 Universidad Católica - 20 de Outubro: Universidad Católica 3 - 3 Independiente - 25 de Outubro: Cruzeiro 0 - 0 Palmeiras |

### Grupo C
| Pos | Equipe          | Pts | J | V | E | D | GP | GC | SG | Classificado     |     | ROS | SAO | CER | COL |
| --- | --------------- | --- | - | - | - | - | -- | -- | -- | ---------------- | --- | --- | --- | --- | --- |
| 1   | Rosario Central | 13  | 6 | 4 | 1 | 1 | 9  | 4  | +5 | Quartas de final |     | —   | 2–1 | 2–1 | 0–0 |
| 2   | São Paulo       | 7   | 6 | 2 | 1 | 3 | 13 | 13 | 0  |                  |     | 1–0 | —   | 4–4 | 4–0 |
| 3   | Cerro Porteño   | 7   | 6 | 2 | 1 | 3 | 13 | 15 | −2 |                  | 1–4 | 4–2 | —   | 2–1 |     |
| 4   | Colo Colo       | 7   | 6 | 2 | 1 | 3 | 6  | 9  | −3 |                  | 0–1 | 3–1 | 2–1 | —   |     |

| Todas as partidas‎‎‎‎‎‎‎‎ do Grupo ‎‎C[carece de fontes?]ㅤ‎‎‎‎‎‎‎‎ㅤ |
| - 03 de Agosto: Colo Colo 3 - 1 São Paulo - 10 de Agosto: Rosario Central 2 - 1 Cerro Porteño - 22 de Agosto: Rosario Central 2 - 1 Colo Colo - 24 de Agosto: São Paulo 1 - 0 Rosario Central - 30 de Agosto: Cerro Porteño 4 - 2 São Paulo - 31 de Agosto: Colo Colo 0 - 1 Rosario Central - 06 de Setembro: São Paulo 4 - 0 Colo Colo - 14 de Setembro: Cerro Porteño 1 - 4 Rosario Central - 21 de Setembro: Colo Colo 2 - 1 Cerro Porteño - 21 de Setembro: Rosario Central 2 - 1 São Paulo - 19 de Outubro: Rosario Central 0 - 0 Colo Colo - 19 de Outubro: São Paulo 4 - 4 Cerro Porteño |

### Grupo D
| Pos | Equipe       | Pts | J | V | E | D | GP | GC | SG | Classificado     |     | BOC | NAC | OLI | COR |
| --- | ------------ | --- | - | - | - | - | -- | -- | -- | ---------------- | --- | --- | --- | --- | --- |
| 1   | Boca Juniors | 12  | 6 | 3 | 3 | 0 | 15 | 8  | +7 | Quartas de final |     | —   | 1–1 | 5–2 | 3–0 |
| 2   | Nacional     | 9   | 6 | 2 | 3 | 1 | 8  | 8  | 0  |                  |     | 3–3 | —   | 1–0 | 1–1 |
| 3   | Olimpia      | 9   | 6 | 3 | 0 | 3 | 9  | 10 | −1 |                  | 0–1 | 4–3 | —   | 3–2 |     |
| 4   | Corinthians  | 2   | 6 | 0 | 2 | 4 | 7  | 13 | −6 |                  | 2–2 | 1–2 | 1–2 | —   |     |

| Todas as partidas‎‎‎‎‎‎‎‎ do Grupo ‎‎D[carece de fontes?]‎‎‎‎‎‎‎‎ㅤ‎‎‎‎‎‎‎‎ㅤ |
| - 02 de Agosto: Olímpia 0 - 1 Boca Juniors - 02 de Agosto: Corinthians 1 - 2 Nacional - 09 de Agosto: Nacional 1 - 0 Olímpia - 09 de Agosto: Boca Juniors 3 - 0 Corinthians - 23 de Agosto: Corinthians 1 - 2 Olímpia - 29 de Agosto: Boca Juniors 1 - 1 Nacional - 13 de Setembro: Nacional 1 - 1 Corinthians - 13 de Setembro: Boca Juniors 5 - 2 Olímpia - 19 de Setembro: Corinthians 2 - 2 Boca Juniors - 20 de Setembro: Olímpia 2 - 0 Nacional - 18 de Outubro: Olímpia 3 - 2 Corinthians - 18 de Outubro: Nacional 3 - 3 Boca Juniors |

### Grupo E
| Pos | Equipe           | Pts | J | V | E | D | GP | GC | SG | Classificado     |     | MIN | VAS | PEÑ | SAN |
| --- | ---------------- | --- | - | - | - | - | -- | -- | -- | ---------------- | --- | --- | --- | --- | --- |
| 1   | Atlético Mineiro | 13  | 6 | 4 | 1 | 1 | 13 | 10 | +3 | Quartas de final |     | —   | 2–0 | 2–1 | 3–2 |
| 2   | Vasco da Gama    | 10  | 6 | 3 | 1 | 2 | 11 | 7  | +4 | Quartas de final |     | 2–0 | —   | 1–1 | 3–0 |
| 3   | Peñarol          | 8   | 6 | 2 | 2 | 2 | 11 | 11 | 0  |                  |     | 2–2 | 4–3 | —   | 3–2 |
| 4   | San Lorenzo      | 3   | 6 | 1 | 0 | 5 | 8  | 15 | −7 |                  | 3–4 | 0–2 | 1–0 | —   |     |

| Todas as partidas‎‎‎‎‎‎‎‎ do Grupo ‎‎E[carece de fontes?]ㅤ‎‎‎‎‎‎‎‎ㅤ |
| - 01 de Agosto: Peñarol 4 - 3 Vasco - 03 de Agosto: San Lorenzo 3 - 4 Atlético Mineiro - 23 de Agosto: Atlético Mineiro 2 - 1 Peñarol - 24 de Agosto: Vasco 3 - 0 San Lorenzo - 31 de Agosto: Peñarol 3 - 2 San Lorenzo - 31 de Agosto: Atlético Mineiro 2 - 0 Vasco - 07 de Setembro: Vasco 1 - 1 Peñarol - 13 de Setembro: Atlético Mineiro 3 - 2 San Lorenzo - 27 de Setembro: Peñarol 2 - 2 Atlético Mineiro - 28 de Setembro: San Lorenzo 0 - 2 Vasco - 17 de Outubro: San Lorenzo 1 - 0 Peñarol - 17 de Outubro: Vasco 2 - 0 Atlético Mineiro |

## Fase final
|  | Quartas de final              | Quartas de final              | Quartas de final              | Quartas de final              |   |                  | Semifinais                      | Semifinais                      | Semifinais                      | Semifinais                      |  |               | Final                          | Final                          | Final                          | Final                          |  |  |
|  | 31 de outubro a 8 de novembro | 31 de outubro a 8 de novembro | 31 de outubro a 8 de novembro | 31 de outubro a 8 de novembro |   |                  | 22 de novembro a 30 de novembro | 22 de novembro a 30 de novembro | 22 de novembro a 30 de novembro | 22 de novembro a 30 de novembro |  |               | 6 de dezembro a 20 de dezembro | 6 de dezembro a 20 de dezembro | 6 de dezembro a 20 de dezembro | 6 de dezembro a 20 de dezembro |  |  |
|  |                               |                               |                               |                               |   |                  |                                 |                                 |                                 |                                 |  |               |                                |                                |                                |                                |  |  |
|  | Flamengo                      | 1                             | 3                             | 4                             |   |                  |                                 |                                 |                                 |                                 |  |               |                                |                                |                                |                                |  |  |
|  | River Plate                   | 2                             | 4                             | 6                             |   |                  |                                 |                                 |                                 |                                 |  |               |                                |                                |                                |                                |  |  |
|  | River Plate                   | 2                             | 4                             | 6                             |   | River Plate      | 1                               | 0                               | 1                               |                                 |  |               |                                |                                |                                |                                |  |  |
|  |                               |                               |                               |                               |   | River Plate      | 1                               | 0                               | 1                               |                                 |  |               |                                |                                |                                |                                |  |  |
|  |                               | Vasco da Gama                 | 4                             | 1                             | 5 |                  |                                 |                                 |                                 |                                 |  |               |                                |                                |                                |                                |  |  |
|  | Vasco da Gama                 | Vasco da Gama                 | 4                             | 1                             | 5 | 1                | 0                               | 1 (5)                           |                                 |                                 |  |               |                                |                                |                                |                                |  |  |
|  | Vasco da Gama                 |                               |                               |                               |   | 1                | 0                               | 1 (5)                           |                                 |                                 |  |               |                                |                                |                                |                                |  |  |
|  | Rosário Central               | 0                             | 1                             | 1 (4)                         |   |                  |                                 |                                 |                                 |                                 |  |               |                                |                                |                                |                                |  |  |
|  | Rosário Central               | 0                             | 1                             | 1 (4)                         |   |                  |                                 |                                 |                                 |                                 |  | Vasco da Gama | ‎‎‎‎‎‎‎‎2│0‎‎‎‎‎‎‎‎                            | 4                              | 6                              |                                |  |  |
|  |                               |                               |                               |                               |   |                  |                                 |                                 |                                 |                                 |  | Vasco da Gama | ‎‎‎‎‎‎‎‎2│0‎‎‎‎‎‎‎‎                            | 4                              | 6                              |                                |  |  |
|  |                               | Palmeiras                     | ‎‎‎‎‎‎‎‎0│1‎‎‎‎‎‎‎‎                           | 3                             | 4 |                  |                                 |                                 |                                 |                                 |  |               |                                |                                |                                |                                |  |  |
|  | Palmeiras                     | Palmeiras                     | ‎‎‎‎‎‎‎‎0│1‎‎‎‎‎‎‎‎                           | 3                             | 4 | 3                | 2                               | 5                               |                                 |                                 |  |               |                                |                                |                                |                                |  |  |
|  | Palmeiras                     |                               |                               |                               |   | 3                | 2                               | 5                               |                                 |                                 |  |               |                                |                                |                                |                                |  |  |
|  | Cruzeiro                      | 2                             | 1                             | 3                             |   |                  |                                 |                                 |                                 |                                 |  |               |                                |                                |                                |                                |  |  |
|  | Cruzeiro                      | 2                             | 1                             | 3                             |   | Atlético Mineiro | 1                               | 0                               | 1                               |                                 |  |               |                                |                                |                                |                                |  |  |
|  |                               |                               |                               |                               |   | Atlético Mineiro | 1                               | 0                               | 1                               |                                 |  |               |                                |                                |                                |                                |  |  |
|  |                               | Palmeiras                     | 4                             | 2                             | 6 |                  |                                 |                                 |                                 |                                 |  |               |                                |                                |                                |                                |  |  |
|  | Atlético Mineiro              | Palmeiras                     | 4                             | 2                             | 6 | 2                | 2                               | 4                               |                                 |                                 |  |               |                                |                                |                                |                                |  |  |
|  | Atlético Mineiro              |                               |                               |                               |   | 2                | 2                               | 4                               |                                 |                                 |  |               |                                |                                |                                |                                |  |  |
|  | Boca Juniors                  | 0                             | 2                             | 2                             |   |                  |                                 |                                 |                                 |                                 |  |               |                                |                                |                                |                                |  |  |

## Quartas de final
Jogos de ida
| 31 de Outubro de 2000 | Flamengo | 1 – 2 | River Plate              | Maracanã - Rio de Janeiro  |
| 21:30 (UTC−3)         | Juan 67' |       | Saviola 51' · Ortega 81' | Árbitro: Óscar Ruiz - FIFA |

| 31 de Outubro de 2000 | Vasco da Gama        | 1 – 0 | Rosário Central | São Januário - Rio de Janeiro        |
| 19:00 (UTC−3)         | Juninho Paulista 19' |       |                 | Árbitro: Mario Sánchez Yantén - FIFA |

| 01 de Novembro de 2000 | Palmeiras                           | 3 – 2 | Cruzeiro                 | Parque Antártica - São Paulo             |
| 21:45 (UTC−3)          | Juninho 27' · Tuta 37' · Magrão 67' |       | Geovanni 72' · Sorín 77' | Árbitro: Antônio Pereira da Silva - FIFA |

| 01 de Novembro de 2000 | Atlético Mineiro         | 2 – 0 | Boca Juniors | Mineirão - Belo Horizonte     |
| 21:45 (UTC−3)          | Marques 47' · Cápria 81' |       |              | Árbitro: Ubaldo Aquino - FIFA |

Jogos de volta
| 07 de Novembro de 2000 | Boca Juniors     | 2 – 2 | Atlético Mineiro               | La Bombonera, Buenos Aires |
| 21:45 (UTC−3)          | Barijho 09', 42' |       | Cláudio Caçapa 37' · André 94' | Árbitro: CHI Guido Aros    |

| 08 de Novembro de 2000 | River Plate                                 | 4 – 3 | Flamengo                              | Monumental de Núñez, Buenos Aires |
| 22:45 (UTC−3)          | Saviola 53', 90' · Aimar 83' · Cardetti 87' |       | Edílson 46' · Juan 64' · Petkovic 84' | Árbitro: PAR Epifanio González    |

| 08 de Novembro de 2000 | Rosário Central | 1 – 0 | Vasco da Gama | Gigante de Arroyito, Buenos Aires |
| 20:30 (UTC−3)          | Diaz 91'        |       |               | Árbitro: PAR Carlos Torres        |

|                                                 |       | Penalidades                                                           |  |
| Vespa Maceratesi Ezequiel Gonzalez Diaz Caceres | 4 – 5 | Romário Jorginho Paulista Viola Juninho Paulista Juninho Pernambucano |  |

| 08 de Novembro de 2000 | Cruzeiro          | 1 – 2 | Palmeiras              | Mineirão, Belo Horizonte          |
| 21:45 (UTC−3)          | Sérgio Manoel 94' |       | Galeano 15' · Arce 90' | Árbitro: BRA Carlos Eugênio Simon |

## Semifinais
Jogos de ida
| 22 de Novembro de 2000 | River Plate  | 1 – 4     | Vasco da Gama                                                         | Monumental de Núñez, Buenos Aires |
| 22:00 (UTC−3)          | Cardetti 71' | Relatório | Romário 22' · Júnior Baiano 32' · Juninho Paulista 51' · Pedrinho 65' | Árbitro: COL Henry Cervantes      |

| 22 de Novembro de 2000 | Palmeiras                                   | 4 – 1 | Atlético Mineiro | Parque Antártica, São Paulo       |
| 21:40 (UTC−3)          | Tuta 1', 43' · Paulo Turra 3' · Basílio 78' |       | Caçapa 64' (pen) | Árbitro: BRA Carlos Eugênio Simon |

Jogos de volta
| 28 de Novembro de 2000 | Atlético Mineiro | 0 – 2 | Palmeiras              | Mineirão, Belo Horizonte                         |
| 21:40 (UTC−3)          |                  |       | Tuta 46' · Juninho 87' | Público: 19 962 Árbitro: BRA Oscar Roberto Godói |

| 30 de Novembro de 2000 | Vasco da Gama        | 1 – 0     | River Plate | São Januário, Rio de Janeiro |
| 21:40 (UTC−3)          | Juninho Paulista 46' | Relatório |             | Árbitro: URU Jorge Larrionda |

## Finais
| 06 de Dezembro de 2000 | Vasco da Gama                          | 2 – 0     | Palmeiras | São Januário - Rio de Janeiro                                      |
| 21:45 (UTC−3)          | Juninho Pernambucano 45' · Romário 77' | Relatório | Arce 80'  | Público: 25,000 pagantes Árbitro: Márcio Rezende de Freitas - FIFA |

| Vasco | Palmeiras |

| GOL                 | 1  | Helton               |  |                 |
| LD                  | 29 | Clébson              |  |                 |
| ZAG                 | 3  | Odvan                |  |                 |
| ZAG                 | 13 | Júnior Baiano        |  |                 |
| LE                  | 18 | Jorginho Paulista    |  |                 |
| VOL                 | 2  | Jorginho             |  | Substituído     |
| VOL                 | 7  | Paulo Miranda        |  |                 |
| MEI                 | 31 | Juninho Pernambucano |  | Substituído     |
| MEI                 | 16 | Pedrinho             |  |                 |
| ATA                 | 17 | Euller               |  | Substituído     |
| ATA                 | 11 | Romário              |  |                 |
| Substituições:      |    |                      |  |                 |
| VOL                 | 20 | Luisinho             |  | Entrou em campo |
| VOL                 | 5  | Nasa                 |  | Entrou em campo |
| ATA                 | 26 | Luiz Cláudio         |  | Entrou em campo |
| Técnico:            |    |                      |  |                 |
| Oswaldo de Oliveira |    |                      |  |                 |

| GOL            | 12 | Sérgio            |  |                 |
| LD             | 26 | Arce              |  |                 |
| ZAG            | 3  | Paulo Turra       |  |                 |
| ZAG            | 4  | Galeano           |  |                 |
| LE             | 19 | Tiago Silva       |  |                 |
| VOL            | 5  | Fernando          |  |                 |
| VOL            | 6  | Magrão            |  |                 |
| MEI            | 15 | Rodrigo Taddei    |  | Substituído     |
| MEI            | 20 | Flávio Luís       |  |                 |
| ATA            | 8  | Juninho           |  |                 |
| ATA            | 11 | Basílio           |  | Substituído     |
| Substituições: |    |                   |  |                 |
| MEI            | 21 | Juliano Vicentini |  | Entrou em campo |
| ATA            | 7  | Neném             |  | Entrou em campo |
| Técnico:       |    |                   |  |                 |
| Marco Aurélio  |    |                   |  |                 |

| 12 de Dezembro de 2000 | Palmeiras | 1 – 0 | Vasco da Gama | Parque Antártica - São Paulo                                 |
| 21:45 (UTC−3)          | Neném 21' |       |               | Público: 18,396 pagantes Árbitro: Oscar Roberto Godói - FIFA |

| Palmeiras | Vasco |

| GOL            | 12 | Sérgio            |  |                               |
| ZAG            | 13 | Gilmar            |  |                               |
| ZAG            | 4  | Galeano           |  |                               |
| ZAG            | 19 | Tiago Silva       |  |                               |
| VOL            | 5  | Fernando          |  |                               |
| VOL            | 6  | Magrão            |  |                               |
| MEI            | 21 | Juliano Vicentini |  | Substituído                   |
| MEI            | 15 | Rodrigo Taddei    |  |                               |
| MEI            | 20 | Flávio Luís       |  | Substituído                   |
| ATA            | 8  | Juninho           |  |                               |
| ATA            | 7  | Neném             |  |                               |
| Substituições: |    |                   |  |                               |
| ZAG            | 3  | Paulo Turra       |  | Entrou em campo               |
| ATA            | 17 | Adriano           |  | Entrou em campo · Substituído |
| ATA            | 11 | Basílio           |  | Entrou em campo               |
| Técnico:       |    |                   |  |                               |
| Marco Aurélio  |    |                   |  |                               |

| GOL                 | 1  | Helton               |  |                 |
| LD                  | 29 | Clébson              |  |                 |
| ZAG                 | 3  | Odvan                |  |                 |
| ZAG                 | 13 | Júnior Baiano        |  |                 |
| LE                  | 18 | Jorginho Paulista    |  | Substituído     |
| VOL                 | 2  | Jorginho             |  |                 |
| VOL                 | 7  | Paulo Miranda        |  | Substituído     |
| MEI                 | 31 | Juninho Pernambucano |  |                 |
| MEI                 | 23 | Juninho Paulista     |  |                 |
| ATA                 | 17 | Euller               |  |                 |
| ATA                 | 11 | Romário              |  |                 |
| Substituições:      |    |                      |  |                 |
| ATA                 | 9  | Viola                |  | Entrou em campo |
| MEI                 | 16 | Pedrinho             |  | Entrou em campo |
| Técnico:            |    |                      |  |                 |
| Oswaldo de Oliveira |    |                      |  |                 |

| 20 de Dezembro de 2000 | Palmeiras                               | 3 – 4     | Vasco da Gama                                                                                      | Parque Antártica - São Paulo                                                            |
| 21:45 (UTC−3)          | Arce 36' (pen.) · Magrão 37' · Tuta 45' | Relatório | Romário 59' (pen.) · Romário 68' (pen.) · Júnior Baiano 77' · Juninho Paulista 86' · Romário 90+3' | Público: 29,993 pagantes Renda: Não divulgada Árbitro: Márcio Rezende de Freitas - FIFA |

| Palmeiras | Vasco |

| GOL            | 12 | Sérgio         |  |     |
| LD             | 26 | Arce           |  |     |
| ZAG            | 13 | Gilmar         |  |     |
| ZAG            | 4  | Galeano        |  |     |
| LE             | 19 | Tiago Silva    |  |     |
| VOL            | 5  | Fernando       |  |     |
| VOL            | 6  | Magrão         |  |     |
| MEI            | 15 | Rodrigo Taddei |  |     |
| MEI            | 20 | Flávio Luís    |  |     |
| ATA            | 8  | Juninho        |  |     |
| ATA            | 9  | Tuta           |  | 77' |
| Substituições: |    |                |  |     |
| ATA            | 11 | Basílio        |  | 77' |
| Técnico:       |    |                |  |     |
| Marco Aurélio  |    |                |  |     |

| GOL            | 1  | Helton               |  |     |
| LD             | 29 | Clébson              |  |     |
| ZAG            | 3  | Odvan                |  |     |
| ZAG            | 13 | Júnior Baiano        |  |     |
| LE             | 18 | Jorginho Paulista    |  |     |
| VOL            | 2  | Jorginho             |  | 76' |
| VOL            | 5  | Nasa                 |  | 46' |
| MEI            | 31 | Juninho Pernambucano |  |     |
| MEI            | 23 | Juninho Paulista     |  |     |
| ATA            | 17 | Euller               |  | 87' |
| ATA            | 11 | Romário              |  |     |
| Substituições: |    |                      |  |     |
| ATA            | 9  | Viola                |  | 46' |
| VOL            | 7  | Paulo Miranda        |  | 76' |
| ZAG            | 4  | Mauro Galvão         |  | 87' |
| Técnico:       |    |                      |  |     |
| Joel Santana   |    |                      |  |     |

## Premiação
| Copa Mercosul de 2000                 |
| ------------------------------------- |
| Vasco da Gama - CAMPEÃO - (1° título) |